# Atuna
Atuna é um género botânico pertencente à família Chrysobalanaceae.

## Espécies
Apresenta 14 espécies:
| - Atuna cordata - Atuna elata - Atuna elliptica - Atuna excelsa - Atuna indica - Atuna latifolia - Atuna latifrons | - Atuna nannodes - Atuna nitida - Atuna penangiana - Atuna racemosa - Atuna scabra - Atuna travancorica - Atuna villamilii |